# JellyCar
JellyCar (originalmente conocido como JelloCar) es el primero de una serie de juegos de plataformas y carreras de desplazamiento lateral desarrollados por Tim FitzRandolph y lanzados bajo el seudónimo de Walaber. Inicialmente lanzado de forma independiente a través de Windows y luego para Xbox Live Indie Games y el sistema operativo iOS de Apple, JellyCar requiere que los jugadores conduzcan un automóvil por un paisaje bidimensional mientras mantienen el equilibrio mediante acelerómetros (en el caso de las plataformas en las que es compatible). El juego presenta una física corporal suave que le da su estilo y jugabilidad distintivos. El éxito de JellyCar llevó al empleador de FitzRandolph en ese momento, Disney Interactive Studios, a retomar la serie y lanzar dos secuelas para múltiples plataformas. A partir del 8 de diciembre de 2022, FitzRandolph, ahora un desarrollador independiente, lanzó una nueva secuela, JellyCar Worlds, con el permiso de Disney.

## Jugabilidad
En JellyCar, los jugadores conducen un automóvil pequeño a través de varias plataformas y obstáculos para llegar a la meta. El coche del jugador está hecho de una sustancia gelatinosa (de ahí el nombre), lo que le da flexibilidad y durabilidad. A medida que el jugador avance por el nivel, un medidor comenzará a llenarse; cuando se llene hasta su capacidad máxima, el jugador podrá hacer que el coche se expanda y crezca hasta convertirse en un camión monstruo, lo que le permitirá atravesar obstáculos más grandes durante un corto período de tiempo.

## Desarrollo
El diseñador de JellyCar Tim FitzRandolph comenzó a desarrollar el juego en su tiempo libre en casa mientras trabajaba con Disney Interactive Studios. Su primera versión del juego (y un editor de niveles) se creó utilizando las herramientas de desarrollo Microsoft XNA y se lanzó a través de la comunidad de juegos independientes en Xbox Live para la consola de juegos Xbox 360 en febrero de 2008. En una entrevista de noviembre de 2011, FitzRandolph explicó sus intenciones con JellyCar:

Pensé, tal vez pueda intentar hacer un sistema de física que crearía una especie de coche personalizado, solo para experimentar. Cuando lo hice funcionar, hice muchos experimentos con él, pero realmente no tenía una idea para un juego. A excepción de hacer una pequeña prueba para un automóvil, crear un pequeño objeto para hacer el trabajo de física. Entonces pensé que podría tener un pequeño objeto y poder crear obstáculos y atravesar huecos y cosas así.

Después de que Apple presentara la App Store, FitzRandolph compró un iPod Touch con la intención de trasladar el juego al dispositivo. La versión para iOS se lanzó por primera vez en octubre de 2008.

### Recepción de JellyCar
JellyCar ha recibido críticas generalmente positivas. Zach Okkema, al revisar la versión para iOS para Macworld.com, dijo que el juego era «una forma divertida de pasar el tiempo, especialmente para los niños». Jeff Noble de appadvice.com dijo que JellyCar era «encantador, divertido, simple y locamente adictivo».

## JellyCar 2
Poco después del lanzamiento del JellyCar original en la App Store de Apple, FitzRandolph se acercó a Disney Mobile, la división de juegos móviles de Disney Interactive Studios, para producir una secuela del juego. Disney Mobile, que necesitaba una nueva propiedad de juegos, aceptó ayudar a desarrollar y publicar el juego. La secuela fue codesarrollada por Disney Mobile Games Studios, con sede en Pekín. Las nuevas características ofrecidas en la secuela incluían habilidades adicionales para el automóvil, como globos y neumáticos adhesivos, y la incorporación de un editor de niveles integrado. FitzRandolph describiría más tarde la experiencia como «emocionante» y «abrumadora»:

Nunca había pensado en qué era JellyCar, como cuáles eran las reglas o el estilo o lo que fuera. En la primera ronda de recursos, lo miraba y decía que no se parecía a JellyCar, y me preguntaban cómo se suponía que debía verse. Realmente no había pensado en esas cosas, porque siempre había sido algo muy personal. Pero fue realmente emocionante y es genial ser parte de eso.

JellyCar 2 se lanzó por primera vez en dispositivos iOS en noviembre de 2009, pero luego se adaptó a otros dispositivos. Una versión mejorada para iPad se lanzó el mismo día que el iPad en abril de 2010. Ese noviembre, JellyCar 2 se lanzó como PlayStation Mini en el sistema PlayStation Portable de Sony. En 2011, JellyCar 2 se adaptó a los dos principales servicios de descarga de Nintendo, WiiWare (en enero) y DSiWare (en marzo).

### Recepción de JellyCar 2
Las críticas de JellyCar 2 han sido generalmente positivas. Lisa Cowdell de Gamezebo dijo que la versión iOS era «un título sabroso que probablemente querrás probar», pero que los controles a veces podían ser «realmente frustrantes». PSPMinis.com dijo que la versión de PlayStation Portable era «un juego bien concebido que es simple pero "no frustrantemente" desafiante».
Las críticas de las dos versiones de Nintendo fueron más variadas. En su revisión de la versión de DSiWare, Jacob Crites de Nintendo Life dijo que JellyCar 2 era «un juego de DSiWare bien hecho: divertido, un juego de estilo rápido y fácil con una variedad de opciones y toneladas de valor de rejugabilidad», pero que «las limitaciones de tamaño de DSiWare no han sido amables», señalando que el editor de niveles se eliminó para ahorrar espacio. En cuanto a la versión de WiiWare, Patrick Elliott, que también escribió para Nintendo Life, dijo que el juego era «un pequeño y dulce port que lo esparce en abundancia». Sin embargo, Audrey Drake de IGN dijo que la versión de WiiWare era «una degradación de sus predecesores móviles gracias a los controles torpes, gráficos apenas mejorados y sin conectividad en línea».

## JellyCar 3
Una segunda secuela del juego original, JellyCar 3 fue lanzada en febrero de 2011 en la App Store de Apple. Como antes, JellyCar 3 agregó más funciones al juego, como repeticiones/repeticiones fantasma, personalización de autos y objetivos secretos. También se agregó una función de rebobinado que permite a los jugadores retroceder en el nivel actual y reanudarlo en un punto elegido; había un total de diez rebobinados disponibles, con rebobinados adicionales como compras dentro de la aplicación. Una actualización de marzo de 2011 agregó nuevas formas de autos, nuevas opciones de personalización, tablas de clasificación y la capacidad de competir con repeticiones fantasma de otros jugadores.

### Recepción de JellyCar 3
Las críticas de JellyCar 3 han sido generalmente favorables, con una calificación de 84 en el sitio web agregador de reseñas Metacritic basada en siete críticas. Steve McCaskill de Pocket Gamer dijo que el juego era «una combinación adictiva de conducción y plataformas que logra superar uno o dos problemas de control menores». En la crítica para SlideToPlay.com, Chris Reed dijo que JellyCar 3 era «un juego alegre y tremendamente creativo» y que la actualización de marzo de 2011 «aporta más valor a un juego que ya era genial».

## Interrupción y eliminación de JellyCar 2 y 3
Disney Interactive Studios retiró JellyCar 2 y 3, junto con muchas otras aplicaciones en la primavera de 2014. Ya no están disponibles para su descarga.

## JellyCar Worlds
En junio de 2021, por primera vez desde 2010, Walaber anunció en su página de Twitter y en su sitio web que se estaba desarrollando una nueva entrega de la serie conocida como JellyCar Worlds. El progreso de las actualizaciones se transmite a través de Twitch. Walaber también publica videos relacionados con JellyCar Worlds en sus cuentas de TikTok y Twitter y hace devlogs en su canal de YouTube. El juego está disponible actualmente por $7.99 en Nintendo Switch y Steam, y está incluido en Apple Arcade en Apple iOS.